# Laren
Laren és un municipi de la província d'Holanda del Nord, al centre-oest dels Països Baixos. L'1 de gener de 2009 tenia 11.377 habitants repartits per una superfície de 12,39 km² (dels quals 0,17 km² corresponen a aigua). Limita al nord amb Bussum i Blaricum, a l'oest amb Hilversum i a l'est amb Eemnes

## Ajuntament
El consistori està format per 15 regidors:
- Larens Behoud, 5 regidors
- VVD 4 regidors
- CDA 3 regidors
- PvdA 2 regidors
- Liberaal Laren, 1 regidor

## Filla predilecta
- Carry van Bruggen (1981-1932), escriptora